# مينورو موري
مينورو موري (باليابانية: 森稔؛ بالكانا: もり みのる) هو رائد أعمال وشخصية أعمال ياباني، ولد في 24 أغسطس 1934 في كيوتو في اليابان، وتوفي في 8 مارس 2012 في طوكيو في اليابان.